# Nommo-Foulbé
Pour les articles homonymes, voir Nommo (homonymie).
Nommo-Foulbé est une localité du Burkina Faso située dans le département de Titao de la province du Loroum dans la région Nord.

## Démographie
Lors du recensement de 2006, on y a dénombré 262 habitants. Comme son nom l'indique, ce sont des Peuls.